# Mesoleius stejnegeri
Mesoleius stejnegeri är en stekelart som beskrevs av William Harris Ashmead 1899. Mesoleius stejnegeri ingår i släktet Mesoleius och familjen brokparasitsteklar. Inga underarter finns listade i Catalogue of Life.